# Al ponerse el sol (álbum)
Al ponerse el sol es el tercer álbum de estudio de Raphael, publicado en 1967 por la compañía discográfica Hispavox. Es el álbum de la banda sonora de la película Al ponerse el sol, dirigida por Mario Camus.

## Lista de canciones
| Descarga digital |                                   |          |  |
| N.º              | Título                            | Duración |  |
| 1.               | «Al ponerse el sol»               | 2:40     |  |
| 2.               | «No tiene importancia»            | 2:21     |  |
| 3.               | «La noche»                        | 3:30     |  |
| 4.               | «Si un amor se va»                | 2:05     |  |
| 5.               | «Hasta Venecia»                   | 3:02     |  |
| 6.               | «Yo solo»                         | 2:10     |  |
| 7.               | «Hablemos del amor»               | 2:51     |  |
| 8.               | «Es verdad»                       | 2:05     |  |
| 9.               | «Noche de ronda»                  | 3:21     |  |
| 10.              | «Siempre estás en mi pensamiento» | 2:15     |  |
| 11.              | «Volverás otra vez»               | 2:03     |  |
| 12.              | «Quédate con nosotros»            | 2:35     |  |